# Философски факултет (Софийски университет)
Философският факултет е сред най-големите звена в структурата на Софийски университет „Св. Климент Охридски“. В осем специалности се обучават над 3000 студенти в три академични направления – бакалавър, магистър и доктор.
Специалност Философия се преподава в университета от създаването му през 1888 г. През 1951 г. е обособен Философско-исторически факултет с три основни катедри – Философия, История и Педагогика. През 1972 г. Историческият факултет се отделя като самостоятелно звено, а в рамките на Философския факултет е основана катедра по психология. Оттогава факултетът съществува под това име, а по-късно – през 1986 г. – от него се отделя и катедрата по педагогика и така се формира Педагогическият факултет. От 1976 до 1998 г. се основават шест нови специалност и понастоящем във факултета се подготвят специалисти по философия, психология, социология, политология, културология, библиотечно-информационни науки, публична администрация и европеистика.

## Ръководство
- проф. д.пс.н. Соня Карабельова, Декан
- доц. д-р Борис Попиванов – Заместник-декан ОНС „доктор“; пост-докторанти; преподавателска и студентска мобилност; връзки с обществеността; алумни клубове; работа със студентите (студентски клубове и факултетен студентски съвет).
- доц. д.п. Калоян Симеонов – Заместник-декан – дистанционна форма на обучение; международно сътрудничество; информационни дейности; академичен и административен състав.
- доц. д-р Анна Бешкова – Заместник-декан – ОКС „магистър“; продължаващо образование; връзки със средните училища; вътрешни проекти по ФНИ на СУ.
- доц. д-р Елена Калфова – Заместник-декан – ОКС „бакалавър“; национални и международни проекти; акредитация; Кариерен център; стопанска дейност.
- доц. д-р Милена Миланова – Заместник-декан – Публикационна и библиотечна дейност; Индексиране и рефериране на научни издания на ФФ; Дигитална трансформация.

## Декани
Историко-филологически факултет (1894 – 1951)
- Проф. д-р Беньо Цонев – 1897 – 1898 (филолог)
- Проф. д-р Димитър Агура – 1898 – 1899 (историк)
- Проф. д-р Александър Теодоров-Балан – 1899 – 1900 (филолог)
- Проф. д-р Иван Георгов – 1900 – 1901 (философ)
- Проф. д-р Любомир Милетич – 1903 – 1904 (филолог)
- Проф. д-р Александър Теодоров-Балан – 1904 – 1905 (филолог)
- Проф. д-р Беньо Цонев – 1905 – 1906 (филолог)
- Проф. д-р Васил Златарски – 1906 – 1907 (историк)
- Проф. д-р Димитър Агура – 1907 – 1908 (историк)
- Проф. д-р Иван Георгов – 1908 – 1909 (философ)
- Проф. д-р Беньо Цонев – 1909 – 1910 (филолог)
- Проф. д-р Анастас Иширков – 1910 – 1911 (географ)
- Проф. д-р Петър Нойков – 1911 – 1912 (педагог)
- Проф. д-р Беньо Цонев – 1912 – 1913 (филолог)
- Проф. д-р Петър Нойков – 1914 – 1915 (педагог)
- Проф. д-р Беньо Цонев – 1916 – 1917 (филолог)
- Проф. д-р Гаврил Кацаров – 1917 – 1918 (историк, археолог)
- Проф. д-р Анастас Иширков – 1918 – 1919 (географ)
- Проф. д-р Васил Златарски – 1919 – 1920 (историк)
- Проф. д-р Анастас Иширков – 1920 – 1921 (географ)
- Проф. д-р Михаил Арнаудов – 1921 – 1922 (литературен историк)
- Проф. д-р Богдан Филов – 1924 – 1925 (археолог)
- Проф. д-р Димитър Кацаров – 1928 – 1929 (педагог)
- Проф. д-р Иван Саръилиев – 1930 – 1931 (философ)
- Проф. д-р Петър Ников – 1931 – 1932 (историк)
- Проф. д-р Константин Гълъбов – 1933 – 1936 (филолог)
- Проф. д-р Петър Мутафчиев – 1936 – 1937 (историк)
- Проф. д-р Петър Ников – 1937 – 1938 (историк)
- Проф. д-р Димитър Кацаров – 1938 – 1939 (педагог)
- Проф. д-р Иван Саръилиев – 1940 – 1941 (философ)
- Проф. д-р Иван Саръилиев – 1945 – 1946 (философ)
- Проф. д-р Владимир Георгиев – 1947 – 1948 (филолог)
- Доц. Христо Гандев – 1948 – 1951 (историк)

Философско-исторически факултет (1951 – 1972)
- Доц. Ангел Бънков – 1951 – 1954 (философ)
- Доц. д-р Жечо Атанасов – 1957 – 1960 (педагог)
- Проф. д-р Димитър Ангелов – 1960 – 1963 (историк)
- Доц. д-р Аспарух Аврамов – 1964 – 1968 (историк)
- Проф. д-р Димитър Ангелов – 1968 – 1970 (историк)
- Доц. д-р Стойко Колев – 1970 – 1972 (историк)

Философски факултет (1972 – досега)
- Проф. д-р Георги Йолов – 1972 – 1973 (психолог)
- Проф. д-р Аристотел Гаврилов – 1973 – 1976 (философ)
- Доц. д-р Кирил Нешев – 1976 – 1979 (философ)
- Доц. д-р Иванка Апостолова – 1979 – 1983 (философ)
- Проф. д-р Димитър Иванов – 1986 – 1989 (политолог)
- Доц. д-р Крум Крумов – 1989 – 1992 (психолог)
- Доц. д-р Витан Стефанов – 1993 – 2003 (философ)
- Проф. д-р Александър Димчев – 2003 – 2011 (философ)
- Проф. д-р Димитър Денков – октомври 2011 – октомври 2019 (философ)
- Проф. дпсн. Соня Карабельова – октомври 2019 – досега (психолог)

## Възпитаници
- Д-р Желю Желев, президент на България, основател на СДС
- Проф. Крум Крумов, заместник-ректор на Университета Игнатий, Ню Йорк, САЩ.
- Проф. Цочо Бояджиев Архив на оригинала от 2007-09-29 в Wayback Machine.
- Проф. Георги Каприев Архив на оригинала от 2007-09-29 в Wayback Machine.
- Пламен Юруков, председател на СДС